# Créhange
Pour les articles homonymes, voir Créhange (homonymie).
Créhange est une commune française située dans le département de la Moselle et le bassin de vie de la Moselle-est, en région Grand Est.
Ancien chef-lieu du comté éponyme, Créhange est rattaché à la France en 1793. Culturellement, la commune fait partie du pays de Nied et d'une manière plus large, de la Lorraine.

## Géographie
Créhange est une ville de 4 019 habitants, voisine de Faulquemont. Elle se situe à 15 minutes de Saint-Avold, 30 minutes de Metz et 45 minutes de Nancy.
La superficie de Créhange est de 1 020 ha. La commune est traversée par une rivière, la Nied allemande.
On fait historiquement la distinction entre le « village » au sud, plus ancien historiquement, et la « cité » au nord qui fut créée avec l'exploitation charbonnière.
| Flétrange   | Bambiderstroff | Tritteling-Redlach |
| Elvange     | Créhange       | Faulquemont        |
| Mainvillers |                |                    |

### Hydrographie

#### Réseau hydrographique
La commune est située dans le bassin versant du Rhin au sein du bassin Rhin-Meuse. Elle est drainée par la Nied Allemande, le ruisseau de Brouch et le ruisseau l'Outenbach.
La Nied allemande, d'une longueur totale de 57,9 km, prend sa source dans la commune de Guenviller et se jette  dans la Nied à Condé-Northen, après avoir traversé 23 communes.

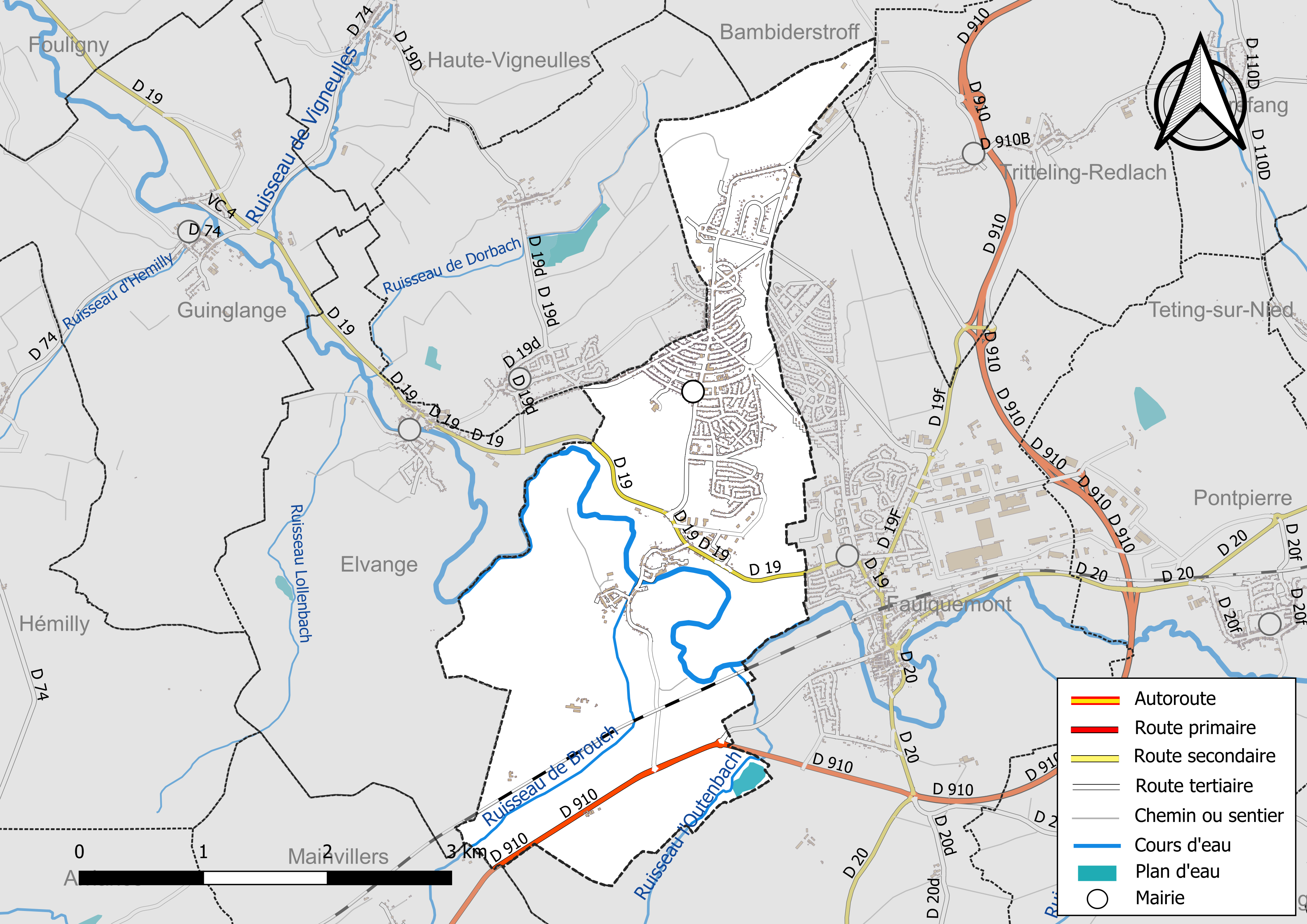
Réseaux hydrographique et routier de Créhange.

#### Gestion et qualité des eaux
Le territoire communal est couvert par le schéma d'aménagement et de gestion des eaux (SAGE) « Bassin Houiller ». Ce document de planification, dont le territoire est approximativement délimité par un triangle formé par les villes de Creutzwald, Faulquemont et Forbach, d'une superficie de 576 km2, a été approuvé le 27 octobre 2017. La structure porteuse de l'élaboration et de la mise en œuvre est la région Grand Est. Il définit sur son territoire les objectifs généraux d’utilisation, de mise en valeur et de protection quantitative et qualitative des ressources en eau superficielle et souterraine, en respect des objectifs de qualité définis dans le SDAGE  du Bassin Rhin-Meuse.
La qualité des eaux des principaux cours d’eau de la commune, notamment de la Nied Allemande, peut être consultée sur un site dédié géré par les agences de l’eau et l’Agence française pour la biodiversité. 

### Climat
Pour des articles plus généraux, voir Climat du Grand Est et Climat de la Moselle.
En 2010, le climat de la commune est de type climat des marges montargnardes, selon une étude du Centre national de la recherche scientifique s'appuyant sur une série de données couvrant la période 1971-2000. En 2020, Météo-France publie une typologie des climats de la France métropolitaine dans laquelle la commune est exposée à un climat semi-continental et est dans la région climatique  Lorraine, plateau de Langres, Morvan, caractérisée par un hiver rude (1,5 °C), des vents modérés et des brouillards fréquents en automne et hiver. 
Pour la période 1971-2000, la température annuelle moyenne est de 9,3 °C, avec une amplitude thermique annuelle de 16,7 °C. Le cumul annuel moyen de précipitations est de 871 mm, avec 12,4 jours de précipitations en janvier et 9,8 jours en juillet. Pour la période 1991-2020, la température moyenne annuelle observée sur la station météorologique de Météo-France la plus proche, « Lesse_sapc », sur la commune de Lesse à 12 km à vol d'oiseau, est de 10,7 °C et le cumul annuel moyen de précipitations est de 694,0 mm. 
La température maximale relevée sur cette station est de 40 °C, atteinte le 25 juillet 2019 ; la température minimale est de −20,7 °C, atteinte le 20 décembre 2009,,. 
Les paramètres climatiques de la commune ont été estimés pour le milieu du siècle (2041-2070) selon différents scénarios d'émission de gaz à effet de serre à partir des nouvelles projections climatiques de référence DRIAS-2020. Ils sont consultables sur un site dédié publié par Météo-France en novembre 2022.

## Urbanisme

### Typologie
Au 1er janvier 2024, Créhange est catégorisée petite ville, selon la nouvelle grille communale de densité à sept niveaux définie par l'Insee en 2022.
Elle appartient à l'unité urbaine de Faulquemont, une agglomération intra-départementale regroupant quatre  communes, dont elle est ville-centre,,. Par ailleurs la commune fait partie de l'aire d'attraction de Faulquemont, dont elle est une commune du pôle principal,. Cette aire, qui regroupe 7 communes, est catégorisée dans les aires de moins de 50 000 habitants,.

### Occupation des sols
L'occupation des sols de la commune, telle qu'elle ressort de la base de données européenne d’occupation biophysique des sols Corine Land Cover (CLC), est marquée par l'importance des territoires agricoles (68,3 % en 2018), en diminution par rapport à 1990 (70,8 %). La répartition détaillée en 2018 est la suivante : 
prairies (46,9 %), terres arables (21,4 %), zones urbanisées (19,3 %), mines, décharges et chantiers (7,2 %), forêts (4,1 %), zones industrielles ou commerciales et réseaux de communication (1,2 %). L'évolution de l’occupation des sols de la commune et de ses infrastructures peut être observée sur les différentes représentations cartographiques du territoire : la carte de Cassini (XVIIIe siècle), la carte d'état-major (1820-1866) et les cartes ou photos aériennes de l'IGN pour la période actuelle (1950 à aujourd'hui).

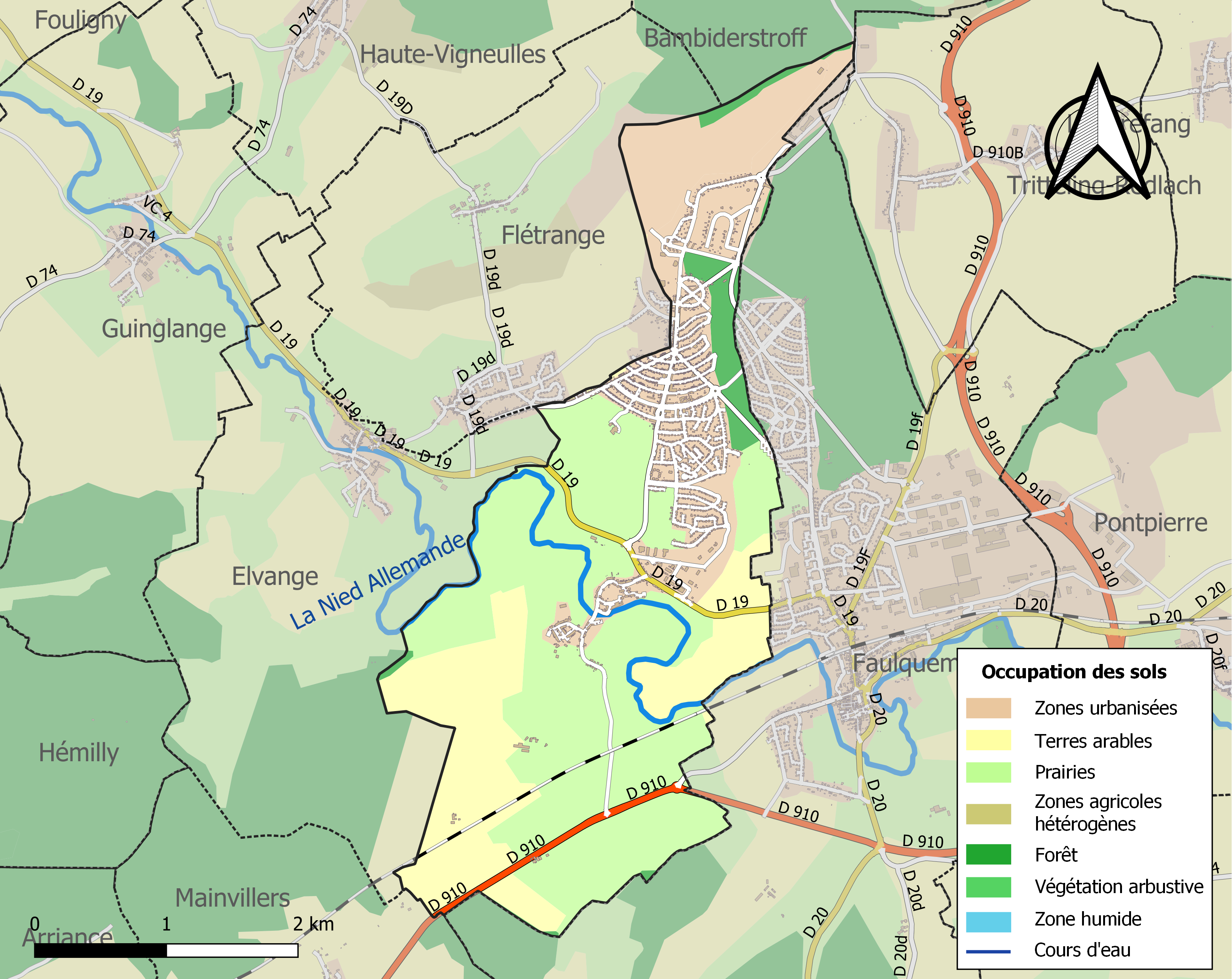
Carte des infrastructures et de l'occupation des sols de la commune en 2018 (CLC).

## Toponymie

### Créhange
- Kreich (sans date), Creanto (691), Krichinga et Crechinga (1121), Kirchinga (1150), Crechinga  et Crehinga (1180), Crehanges (1231 et 1369), Cregnhinga (1267), Crichinga (1353), Crehenge (1413), Kriechingen (1450), Cryhingen (1460), Crichingen (1464), Criechinge (1541), Kruchinga / Krukinga / Crixinga / Cruchinga (1544), Criechingen (1587)[18], Créhange (1793), Kriechingen (1871-1918).
- En francique lorrain : Kriching[19] et Krischingen. En allemand : Krichingen[18], Kriechingen[20]
- Durant le XIXe siècle, Créhange était également connu au niveau postal sous l'alias de Crichingen ou Crichengen[21].

### Guindringen
- Gunderniga (1121), Guntringa (1147), Gonderinga (1180), Gunderinga (1210), Guennering et Gunderenges (1212), Gunderinges et Gondringen (1214), Gondelanges (1232), Gundrinken et Gundrinchen (1350), Guinderingue (1640), Guennering (1643), Goudrange et Genring (1679), Gondring (1681), Gunderingen (1683), Guindringen (1802)[18].
- Partage une toponymie similaire avec Gondrange, Gandrange et Gondrexange.

## Histoire
Créhange fut le siège d'une seigneurie, puis d'un comté (voir comté de Créhange), du XIIe siècle au XVIIIe siècle. Un château à triple enceinte y fut construit au XIIIe siècle, dont des vestiges sont toujours visibles.
En 1791, le comté de Créhange est érigé en seigneurie, mais les princes n’habitent plus le château qui a été détruit à la Révolution.
Créhange et son comté, lequel atteignit une dimension considérable, ressortissaient de l’Empire germanique, et ne furent rattachés qu'en 1793 à la France révolutionnaire par décret de la Convention nationale. L'annexion du comté à la France fut confirmée par le traité de Lunéville du 9 février 1801.
En 1817, la commune comptait 743 habitants et avait pour annexe la localité de Guindringen.

## Politique et administration

### Liste des maires
En 2010, la commune de Créhange a été récompensée d'un premier arobase par le Label "Ville Internet" et a obtenu son deuxième arobase en 2011.
| Période                                  | Période  | Identité              | Étiquette | Qualité |
| ---------------------------------------- | -------- | --------------------- | --------- | --- |
| Les données manquantes sont à compléter. |          |                       |           | |
| décembre 1919                            |          | Eugène Harter         |           | |
| mai 1925                                 |          | Ém. Denis             |           | |
| mai 1935                                 |          | J.-P. Régnier         |           | |
| mars 1977                                | En cours | François Lavergne (d) | DVD       | Directeur général d'hôpital retraité Conseiller général puis départemental du canton de Faulquemont (1984 → 2015 puis 2015 →) Vice-président du conseil général puis départemental de la Moselle (? → 2015 puis 2015 →) Président du district urbain de Faulquemont puis de la CC du District urbain de Faulquemont |

## Démographie
L'évolution du nombre d'habitants est connue à travers les recensements de la population effectués dans la commune depuis 1793. Pour les communes de moins de 10 000 habitants, une enquête de recensement portant sur toute la population est réalisée tous les cinq ans, les populations de référence des années intermédiaires étant quant à elles estimées par interpolation ou extrapolation. Pour la commune, le premier recensement exhaustif entrant dans le cadre du nouveau dispositif a été réalisé en 2007.

En 2022, la commune comptait 3 745 habitants, en évolution de −4,42 % par rapport à 2016 (Moselle : +0,52 %, France hors Mayotte : +2,11 %).
| 1793 | 1800 | 1806 | 1821 | 1836 | 1841 | 1861 | 1866 | 1871 |
| ---- | ---- | ---- | ---- | ---- | ---- | ---- | ---- | ---- |
| 598  | 592  | 714  | 685  | 673  | 655  | 639  | 615  | 570  |

| 1875 | 1880 | 1885 | 1890 | 1895 | 1900 | 1905 | 1910 | 1921 |
| ---- | ---- | ---- | ---- | ---- | ---- | ---- | ---- | ---- |
| 515  | 514  | 450  | 424  | 420  | 379  | 358  | 370  | 322  |

| 1926 | 1931 | 1936  | 1946  | 1954  | 1962  | 1968  | 1975  | 1982  |
| ---- | ---- | ----- | ----- | ----- | ----- | ----- | ----- | ----- |
| 294  | 938  | 1 347 | 2 337 | 3 573 | 3 750 | 3 569 | 3 355 | 4 017 |

| 1990  | 1999  | 2006  | 2007  | 2012  | 2017  | 2022  | - | - |
| ----- | ----- | ----- | ----- | ----- | ----- | ----- | - | - |
| 3 854 | 3 891 | 3 964 | 3 974 | 4 010 | 3 868 | 3 745 | - | - |

### Recensement des étrangers
Recensement des étrangers en résidence à Créhange au 30 juin 1927
| Nationalité            | Hommes de plus de 15 ans | Femmes de plus de 15 ans | Enfants au-dessous de 15 ans | Total |
| ---------------------- | ------------------------ | ------------------------ | ---------------------------- | ----- |
| Allemands              | 0                        | 3                        | 0                            | 3     |
| Luxembourgeois         | 1                        | 0                        | 0                            | 1     |
| Polonais               | 5                        | 1                        | 3                            | 9     |
| Russes                 | 1                        | 0                        | 1                            | 2     |
| Serbo-Croates-Slovènes | 2                        | 1                        | 2                            | 5     |
| Total                  | 9                        | 5                        | 6                            | 20    |

Source : Archives départementales de la Moselle, 304M155

## Culture locale et patrimoine

### Héraldique
| Blason de Créhange | Blason  | Écartelé : aux 1er et 4e d'argent à la fasce de gueules, aux 2e et 3e de gueules à la croix ancrée d'or. |
| Blason de Créhange | Détails | |

### Lieux et monuments

#### Édifices civils

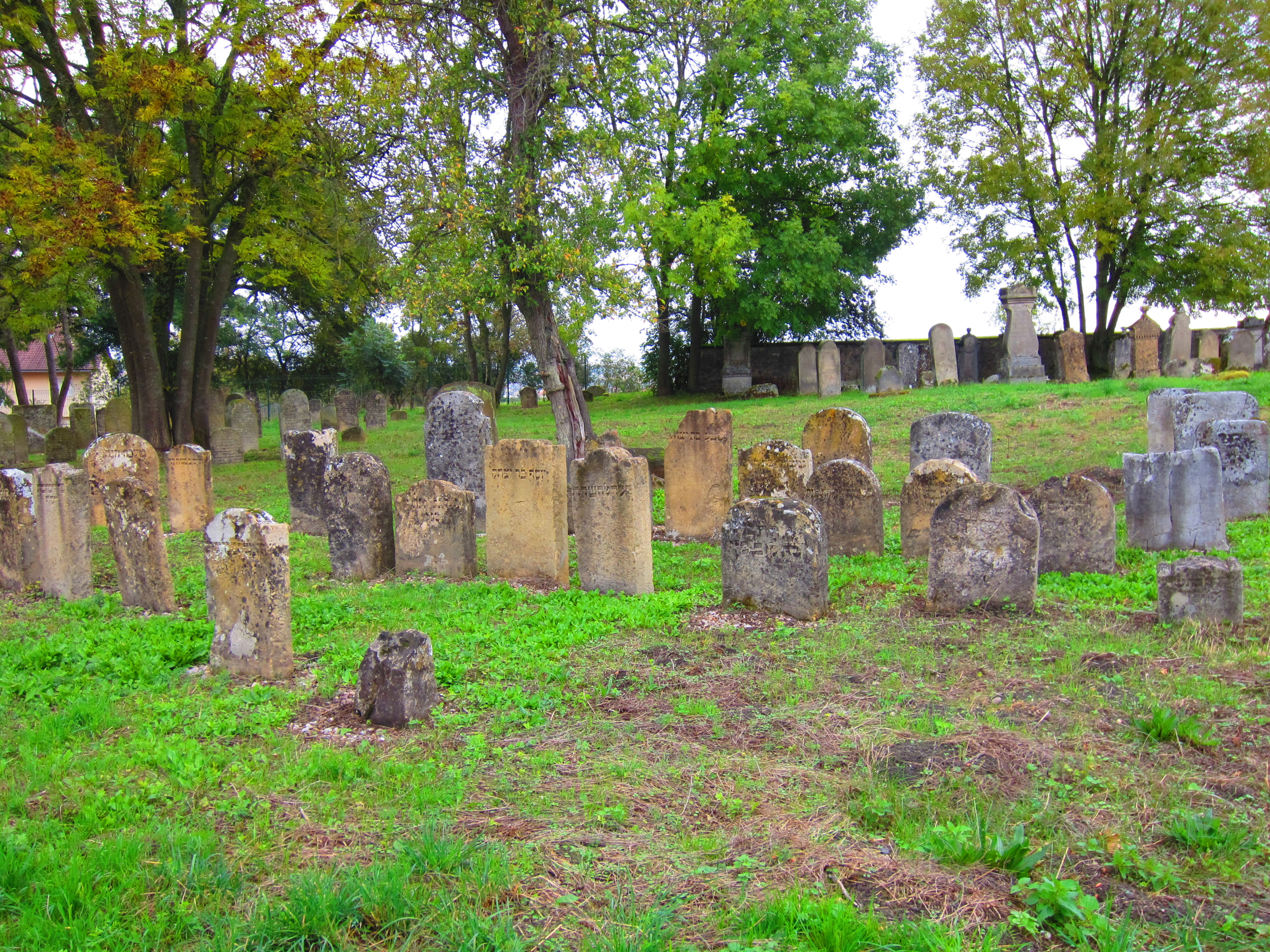
Cimetière israélite.

- Emplacement du château comtal entouré de fossés.
- Ruines d’une tour ronde.
- L'écart de Guindringen, situé à 1 km au sud-ouest de Créhange, était une annexe de cette mairie.
- Ancienne maison de justice, aujourd’hui fermée.
- Cimetière israélite rue de Puttlingen, créé en 1688.

#### Édifices religieux
- Église Saint-Michel à Créhange-village agrandie en 1760 : boiseries, pierre tombale du comte Jean V de Créhange et de son épouse (1492) classée au titre des monuments historiques par arrêté du 6 décembre 1889[28].
- Église Saint-Joseph à Créhange-cité, datant du début des années 1950.
- Église luthérienne à Créhange-cité, rue de Normandie, construite entre 1980 et 1982.
- Salle du Royaume des Témoins de Jéhovah, rue Denis Papin.
- Synagogue, construite en 1756, abandonnée en 1926.

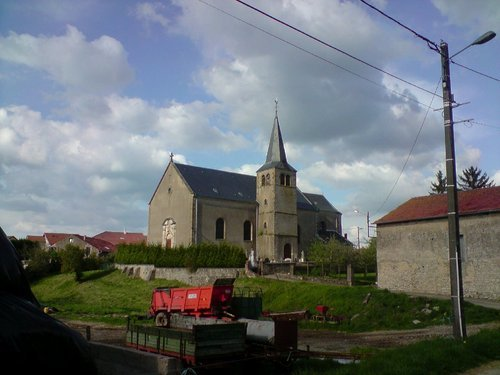
Église Saint-Michel (extérieur).
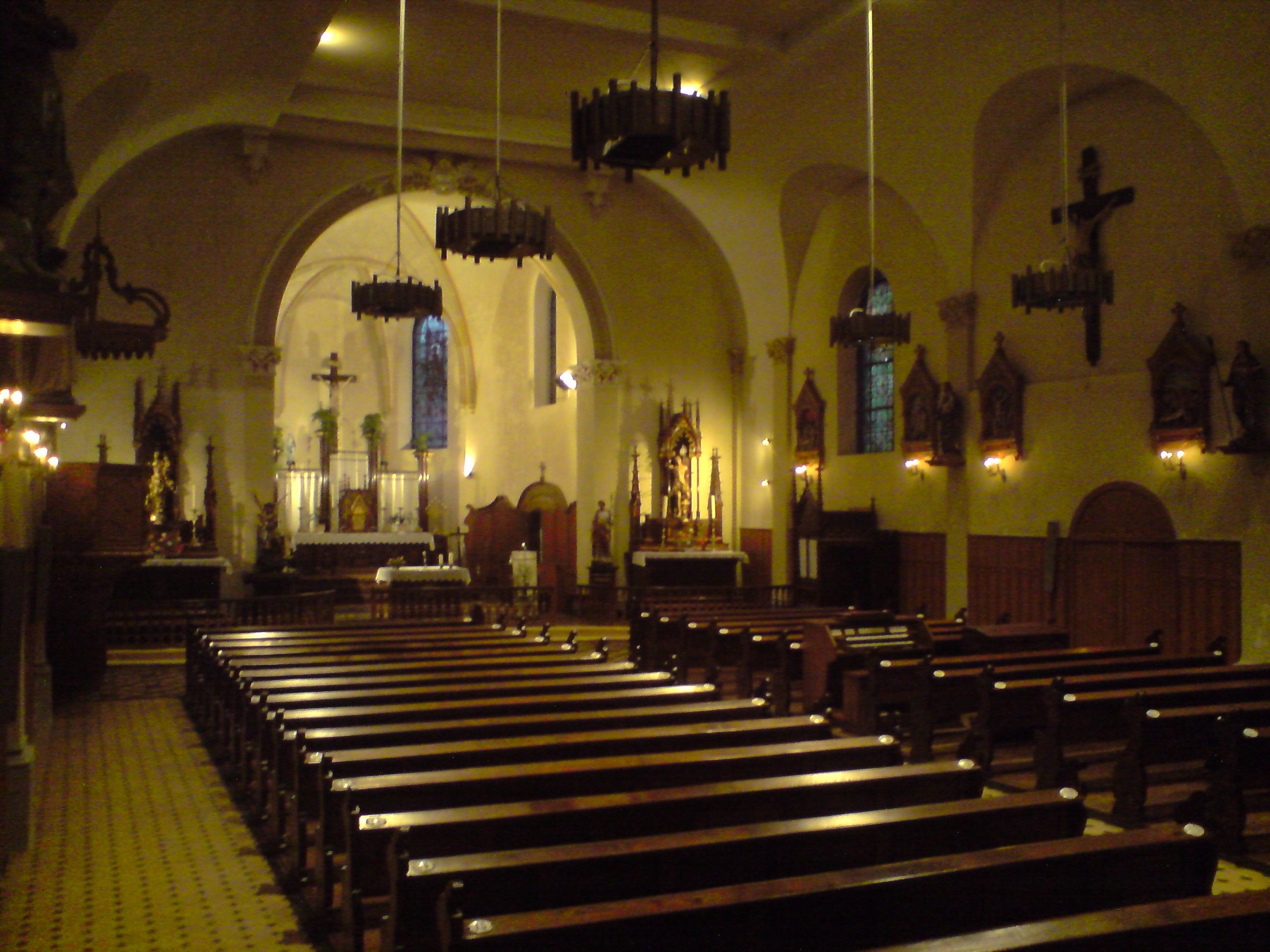
Église Saint-Michel (intérieur).
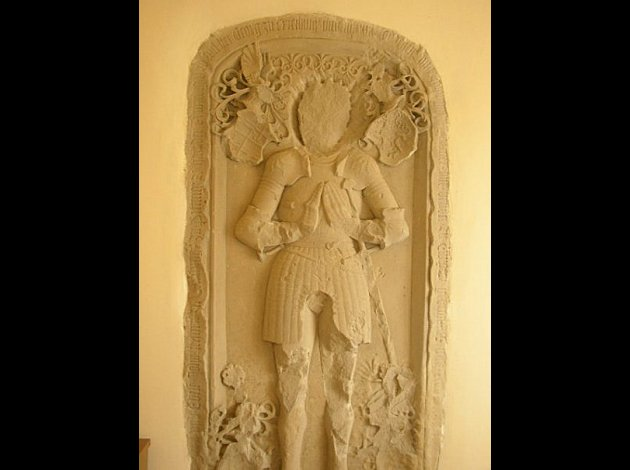
Pierre tombale du comte Jean V de Créhange et de son épouse (église Saint-Michel).
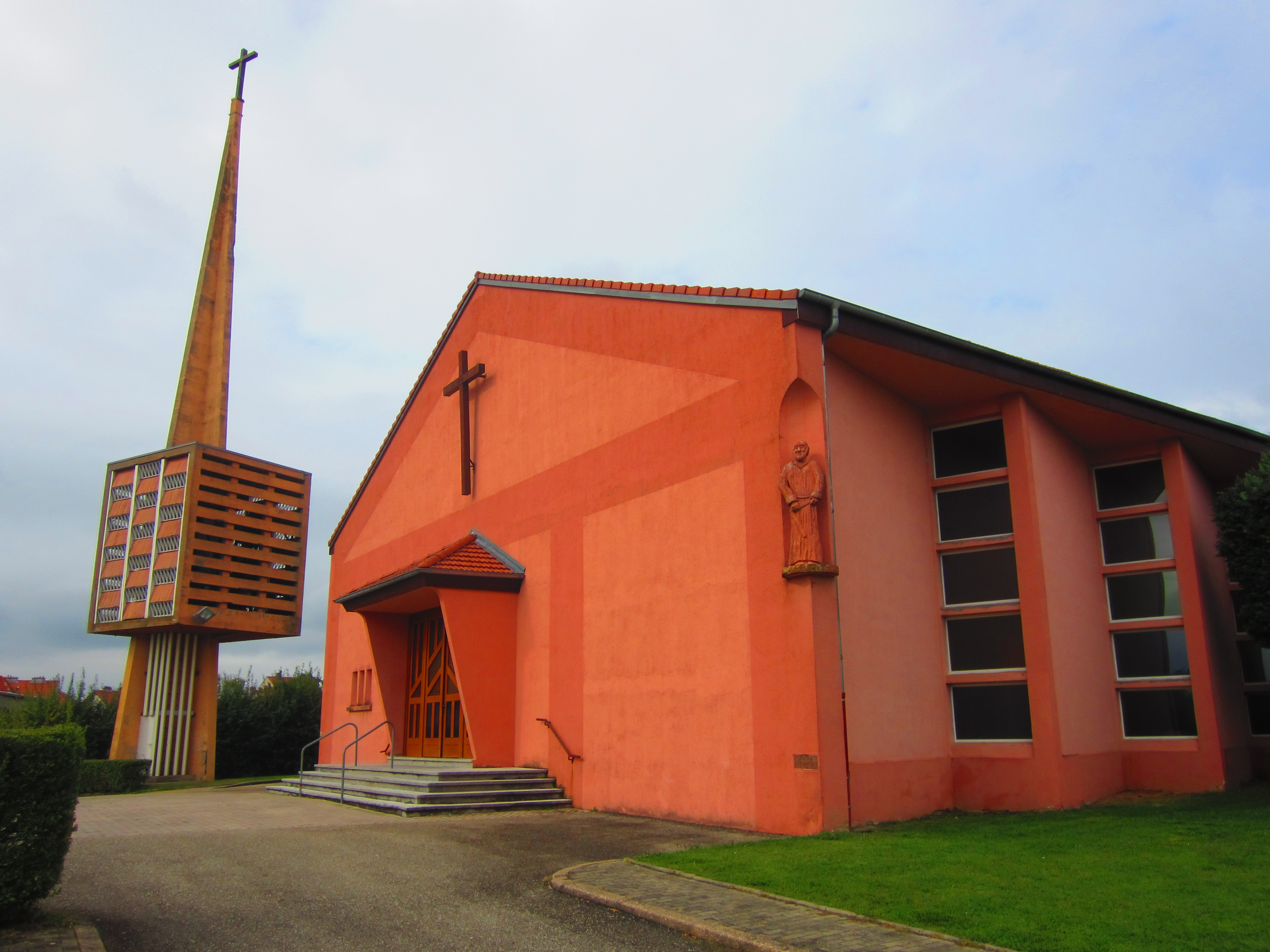
Église Saint-Joseph à Créhange-cité.
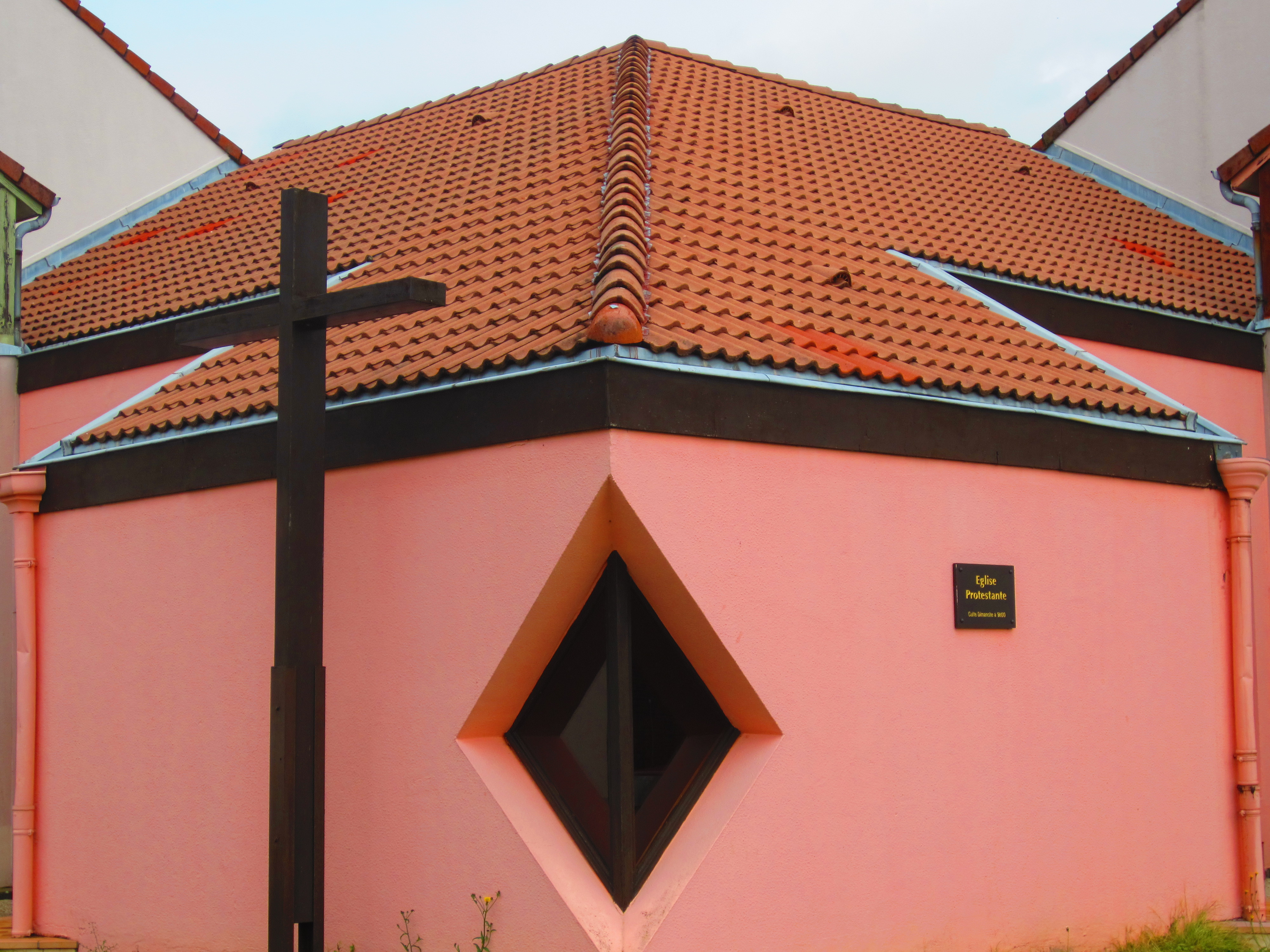
Église luthérienne à Créhange-cité.

### Personnalités liées à la commune
- Paola Zanetti, ancienne conseillère municipale de Créhange (2001-2012) et députée de la Moselle (2012-2017).
- Carole Martinez, romancière née à Créhange en 1966.